# Uduba evanescens
Espèce
Synonymes
- Calamistrula evanescens Dahl, 1901

Uduba evanescens est une espèce d'araignées aranéomorphes de la famille des Udubidae.

## Distribution
Cette espèce est endémique de Madagascar. Elle se rencontre de la baie d'Antongil à Ivohibe.

## Description
La femelle syntype mesure 12 mm.
Le mâle décrit par Griswold, Ubick, Ledford et Polotow en 2022 mesure 9,90 mm et la femelle 15,71 mm, les mâles mesurent de 7,40 à 12,00 mm et les femelles de 11,50 à 21,00 mm.

## Systématique et taxinomie
Cette espèce a été décrite sous le protonyme Calamistrula evanescens par Dahl en 1901. Elle est placée dans le genre Uduba par Polotow, Carmichael et Griswold  en 2015.

## Publication originale
- Dahl, 1901 : « Über den Wert des Cribellums und Calamistrums für das System der Spinnen und eine Uebersicht der Zoropsiden. » Sitzungsberichte der Gesellschaft Naturforschender Freunde zu Berlin, vol. 1901, p. 177-199 (texte intégral).